# Werner Höll
Werner Höll (* 11. September 1898 in Freiburg im Breisgau; † 14. April 1984 in Reutlingen) war ein deutscher Maler, Holzschneider und  Kunstkritiker.

## Leben
In Freiburg im Breisgau geboren und aufgewachsen, nahm Höll am Ersten Weltkrieg von 1914 bis 1918 als Offizier teil. Nach einer 1920 begonnenen und abgebrochenen Buchhändlerlehre studierte er von 1921 bis 1928 an der Kunstakademie Karlsruhe. Einflussreiche Lehrer waren Hans Adolf Bühler, Albert Haueisen und Hermann Goebel. Einen starken Einfluss auf seine Entwicklung hatte der mit ihm befreundete Wladimir von Zabotin, der später von den Nationalsozialisten als entarteter Künstler eingestuft wurde. Schon in seiner Freiburger Zeit hatte er Julius Bissier kennengelernt, der sich ebenso wie Höll mit Zen-Buddhismus beschäftigte.
Nachdem Höll sich zunächst mit Landschafts- und Porträtmalerei im Stil der Neuen Sachlichkeit beschäftigte, sind ab 1932 die ersten gegenstandsfreien Pastelle und Zeichnungen in seinem Werk nachweisbar. 1931 bis 1934 war er als freier Mitarbeiter Zeichner beim Herder-Verlag. 1934–38 fand er als Zeichner beim Mineralogischen Institut der Universität Freiburg Beschäftigung.
1936 nahm er an einem Lehrgang der Obersten SA-Führung für Künstler teil. Am 16. September 1937 war Höll (von der NS-Kreisleitung namhaft gemacht) Mitglied der Kommission, die im Auftrag der Reichskulturkammer im Augustinermuseum in Freiburg Kunstwerke auf „Entartung“ prüfte und die für entartet erklärten Kunstwerke beschlagnahmte, unter vielen anderen Werke seines Freundes Zabotin. Da er zeitweise als Hilfsrestaurator für Gemälde im Museum beschäftigt worden war, kannte er sich in den Gemäldesammlungen gut aus. Er profilierte sich auch durch polemische Kunstkritiken im Kampfblatt der Nationalsozialisten Oberbadens, „Der Alemanne“. In dieser Zeit malte er nationalsozialistische Propagandabilder. So schuf der SA-Obertruppführer 1937 ein Führerbild für den großen Sitzungssaal des Freiburger Rathauses.
Von 1939 bis 1945 war er als Offizier in einer Munitionskolonne bzw. einer Propagandaeinheit bei der Wehrmacht. 1939 lernte er Ernst Jünger kennen, mit dem er 1941 in Paris stationiert war und danach eine von ihm selbst so beschriebene 'lebenslange Freundschaft' verband.
Nachdem er in Freiburg ausgebombt war, lebte er ab 1945 zunächst in Ravensburg und war seit 1952 in Reutlingen ansässig. Er mied offensichtlich seine Heimatstadt Freiburg, wo er als bekennender nationalsozialistischer Künstler bekannt war. In dieser Zeit wandte sich Höll, der inzwischen zurückgezogen und äußerst bescheiden als Maler und Holzschneider, zeitweise auch als Verlagszeichner und Restaurator sich durchs Leben schlug, von der gegenständlichen Kunst ab und der reinen Abstraktion zu. Bei jährlichen Aufenthalten in Paris erhielt sein Schaffen wesentliche Impulse. Er setzte sich intensiv mit dem Werk des im Nachbarort Eningen wirkenden HAP Grieshaber auseinander, bei dem er als lästiger Besuch sprichwörtlich wurde.
Nach einer vom Informel geprägten Phase schuf Höll ab Mitte der 1960er Jahre vermehrt Holzschnitte und Collagen. Für diese erhielt er in provinziellen Kunstkreisen, nachdem er sich den aktuellen politischen Gegebenheiten angepasst hatte, durchaus Anerkennung. Zahlreiche Ausstellungen in Deutschland, aber auch im Ausland, so unter anderem 1959 in Kopenhagen oder 1960 in Paris würdigten sein Werk und zeigen die durchaus vorhandenen künstlerischen Stärken von Werner Höll auf. Zu seinem Œuvre gehören auch Werke in Öl, Temperabilder, Tuschezeichnungen sowie Aquarelle.
Für die Rolle des Kunstkritikers in der Zeit des Nationalsozialismus hat Höll große Bedeutung, da er überregional für die NS-Presse tätig war. Trotz seiner stark ausgeprägten NS-Vergangenheit, die den Juroren und den Mitpreisträgern vermutlich nicht bekannt war, erhielt Höll 1977 gemeinsam mit Jakob Bräckle und André Ficus den Anerkennungspreis des Oberschwäbischen Kunstpreises für sein Gesamtwerk. Der Oberschwäbische Kunstpreis, der 1951 von den damaligen Landkreisen Biberach, Ravensburg, Saulgau und Wangen gestiftet worden war, gehört zu den höchstdotierten deutschen Kunstpreisen.